# 発芽条件M
発芽条件M（はつがじょうけんえむ）は、声優の清水愛が出した1stオリジナルアルバムである。品番はLHCA-5007。

## 収録曲
1. Le Sablier
  - 作詞：畑亜貴、作曲・編曲：伊藤真澄
2. 発芽条件M
  - 作詞：畑亜貴、作曲・編曲：伊藤真澄
3. 天に降る雨
  - 作詞：畑亜貴、作曲：myu、編曲：refio
4. 林檎橋落ちた
  - 作詞：畑亜貴、作曲：伊藤真澄、編曲：myu
5. ヒト恋ウ不埒
  - 作詞：畑亜貴、作曲・編曲：myu
6. 繭々退化
  - 作詞：畑亜貴、作曲：清川遥日、編曲：長谷川智樹
7. 螺旋のプロローグ
  - 作詞：畑亜貴、作曲・編曲：片倉三起也
8. CAMEO,CAMEO
  - 作詞・作曲：畑亜貴、編曲：伊藤真澄
9. 幻視鏡
  - 作詞：畑亜貴、作曲・編曲：myu